# Johannes Nitzsche

Printwerbung der Firma Nitzsche AG, um 1935

Johannes Robert Eduard Nitzsche (* 21. November 1879 in Leipzig; † 17. Januar 1947 in Leipzig-Dösen) war ein deutscher Konstrukteur und Hersteller von Filmprojektoren, Kinobetreiber, Filmproduzent und Filmverleiher.

## Leben
Johannes Nitzsche sammelte bereits als angestellter junger Techniker in Leipzig Erfahrung im Umgang mit dem noch neuen Medium Kino. 1903 machte er sich selbständig und brachte mit dem Vitagraph seinen ersten, selbst konstruierten 35-Millimeter-Filmprojektor auf den Markt. Nitzsche gründete einen Filmverleih und war Besitzer des Kinematographen-Theaters "Die weiße Wand" in Leipzig, Hofmeisterstraße 1 (später Lichtspiele "Die weiße Wand" genannt). Mit den Projektoren Saxonia (1907) und Matador (1911) brachte Nitzsche erstklassige Geräte auf den Markt, die nationale und internationale Verbreitung fanden. 1915 benannte er seine Firma in Johannes Nitzsche Kinematographen und Films um. Das Unternehmen vergrößerte sich und zog innerhalb Leipzigs 1917 mit Filmverleih und Projektorenbau in die Karlstraße um. 1921 erfolgte die Gründung der Johannes Nitzsche AG in Leipzig und Berlin. Gegenstand des Unternehmens war laut Handelsregistereintrag "die Fortführung des unter der Firma Johannes Nitzsche Kinematographen und Films im Handelsregister des Amtsgerichts Leipzig eingetragenen Fabrikations- und Handelsgeschafts mit Aktiven und Passiven, (...) sowie Fabrikation von kinematographischen und sonstigen Apparaten und Maschinen jeder Art und Beteiligung an gleichartigen und ähnlichen Unternehmungen".
Im Oktober 1921 beteiligte sich Johannes Nitzsche als Aktionär an der Gründung der Filmhaus Nitzsche Aktiengesellschaft. Vorstand wurde Friedrich Groll, der auch die im März 1922 gegründete Zweigniederlassung der AG in Berlin leitete. Neben der Herstellung von Filmen lag der Schwerpunkt auf dem Filmverleihgeschäft. Außer in Berlin und Leipzig gab es Filialen in Breslau, Dresden, Düsseldorf, Hamburg und München.
Die wirtschaftlich schwierige Inflationszeit konnte durch gute Ergebnisse im Auslandsgeschäft überwunden werden. Weitere Einkunftsquellen bot der Spielfilmverleih, der zunächst als eigenständige AG geführt wurde, dann aber mit der Johannes Nitzsche AG fusionierte, die als Nitzsche Aktiengesellschaft, Kinematographen und Filme fortgeführt wurde. 1926 geriet das Unternehmen in große Schwierigkeiten, konnte sich aber fangen. Mit der Gründung der Zeiss Ikon AG bekam Nitzsche sehr starke Konkurrenz aus dem benachbarten Dresden, der man mit verstärkten Auslandsaktivitäten begegnete. Das Unternehmen konnte nochmals wachsen, bis 1931 ausbleibende Zahlungen Probleme brachten, die durch ein wegbrechendes Auslandsgeschäft verstärkt wurden.
Der Konkurrent Zeiss Ikon erwarb 1933 schließlich die Nitzsche AG. Der Projektorenbau – vorwiegend die neuentwickelten Typen Matador I und II – ging dort bis 1936 weiter, wurde aber anschließend zugunsten des Baus von feinmechanischem Gerät (Kreiselkompassen etc.) aufgegeben. 1937 stellte Johannes Nitzsche den Kinobetrieb ein und schied aus dem Vorstand der Nitzsche AG aus. 1938 verkaufte die Zeiss Ikon ihre Aktien der Nitzsche AG an die Kieler Anschütz & Co. 1945 erfolgte die Enteignung des 1943 in eine Gesellschaft mit beschränkter Haftung (GmbH) umgewandelten Betriebes, der an die VEB Medizintechnik angegliedert wurde. 
Johannes Nitzsche reparierte ab 1935 in einer neu gegründeten Werkstatt Projektoren und andere Kinotechnik. Er starb 1947 und sein Sohn Hans Nitzsche übernahm die Werkstatt, die er auch nach Umwandlung in eine Produktionsgenossenschaft des Handwerks weiterführte und in der als letzter Projektortyp bis etwa Anfang 1952 der Bildwerfer Matador 1B in geringer Stückzahl gebaut wurde.

## Produkte
- Vitagraph
- Saxonia I–V
- Kinino
- Castor
- Reform
- ZSV Doppelmaschine
- Matador, II und IB
- Foto-Hochglanz-Trockenpresse (Piccolo)